# Бугорок
Бугоро́к — село в Україні, у Єланецькій селищній громаді Вознесенського району Миколаївської області. Населення становить 0 осіб. До 2020 року орган місцевого самоврядування — Ясногородська сільська рада.

## Населення

### Мова
Розподіл населення за рідною мовою за даними перепису 2001 року:
| Мова       | Кількість | Відсоток |
| ---------- | --------- | -------- |
| українська | 6         | 100%     |